# Harfleur
Harfleur è un comune francese situato nel dipartimento della Senna Marittima nella regione della Normandia.

## Geografia
Harfleur è situata a 8 km ad est di Le Havre, sulla sponda destra della Senna, nella regione storica del Pays de Caux. Il tessuto urbano, inglobato da quello della vicina Le Havre, è attraversato dal fiume Lézarde, che poco più a valle sfocia nel Canal de Tancarville.

## Storia
Nell'antichità, nei pressi di Harfleur si trovava la città portuale di Caracotinum, la più importante dei Caleti, una tribù belga il cui territorio di insediamento si estendeva tra la costa della Manica e la Senna.
Fino al XV secolo, Harfleur, era un centro di grande importanza strategica in quanto principale porto del nord-ovest della Francia. Nel 1415 il re d'Inghilterra Enrico V sbarcò in Normandia, avanzando pretese dinastiche sul Regno di Francia. Inizialmente non incontrò resistenza (anche perché il trono francese era occupato da Carlo VI, palesemente malato di mente), ma fu fermato a Harfleur dalla resistenza imprevista dei nobili francesi locali, che riunirono le loro truppe. La resistenza però durò solo cinque settimane. Il 22 settembre la città capitolò. Nel 1435 la città tornò francese quando, durante una rivolta contro gli inglesi, i cittadini aprirono le porte della città e cacciarono gli occupanti. Carlo VII assediò la città portuale l'8 dicembre 1449, nonostante il rigido inverno, e sconfisse definitivamente gli inglesi il 1º gennaio 1450.
Nel corso del XV secolo, il porto si insabbiò a tal punto che nel 1517 dovette essere fondata una nuova città portuale sull'estuario della Senna: Le Havre. Ben presto questo nuovo insediamento rimpiazzò per importanza Harfleur che divenne rapidamente un centro di minore importanza.

## Monumenti e luoghi d'interesse
- Chiesa di San Martino

## Società

### Evoluzione demografica
Abitanti censiti

## Infrastrutture e trasporti
La cittadina è dotata di una propria stazione ferroviaria posta lungo la linea Parigi-Le Havre.